# Microsoft-account

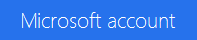
Logo Microsoft-account

Microsoft-account (voorheen bekend als Microsoft Passport, Microsoft.NET Passport, Microsoft Passport Network en Windows Live ID) is een account dat kan worden aangemaakt bij Microsoft. Het kan gebruikt worden op diverse producten van Microsoft, waaronder Outlook.com, OneDrive, Windows Live-servicesuite, MSN, Microsoft Zune, Windows Phone, Windows 10, Games for Windows en Xbox network.

## Geschiedenis
Windows Live ID heette vroeger Microsoft .NET Passport, wat meestal afgekort werd tot .NET Passport. De website werd Microsoft Passport Network genoemd, wat nog steeds te zien is aan de oude website, passport.net. Het .NET Passport werd vroeger gebruikt voor de startpagina van MSN en de andere (oude) MSN-diensten, zoals MSN Messenger (opvolger: Windows Live Messenger) en MSN Hotmail (opvolger: Windows Live Hotmail). Voor andere diensten werd het niet gebruikt.
Hier kwam tijdens de lancering van Windows Live in 2006 verandering in: het .NET Passport veranderde van naam, het werd Windows Live ID. Het was de eerste dienst van Windows Live. Pas daarna kregen Windows Live Hotmail en Windows Live Messenger hun nieuwe jasje. 
In juli 2012 kwam er weer een naamsverandering: van Windows Live ID naar Microsoft-account als voorbereiding op de nieuwe Windows-versie, Windows 8. Met het Microsoft-account kan men zich aanmelden op een pc met Windows 8.

## Diensten
Tegenwoordig wordt het Microsoft-account voor bijna iedere dienst van Windows Live gebruikt, waaronder ook nog steeds de MSN-startpagina. Bovendien maken ook MSNBC, Xbox network, Office Live en leden van de Microsoft-website gebruik van een Microsoft-account.